# Belvedere-Campomoro
Belvedere-Campomoro (in francese Belvédère-Campomoro, in corso Belvideri è Campumoru) è un comune francese di 162 abitanti situato nel dipartimento della Corsica del Sud nella regione della Corsica.
Il comune è composto da tre centri abitati: Belvedere, Campomoro e Portigliolo.

## Società

### Evoluzione demografica
Abitanti censiti